# Euseius emotus
Euseius emotus är en spindeldjursart som först beskrevs av Shahid, Siddiqui och Mohammad Nazeer Chaudhri 1984.  Euseius emotus ingår i släktet Euseius och familjen Phytoseiidae. Inga underarter finns listade i Catalogue of Life.